# Fridarve

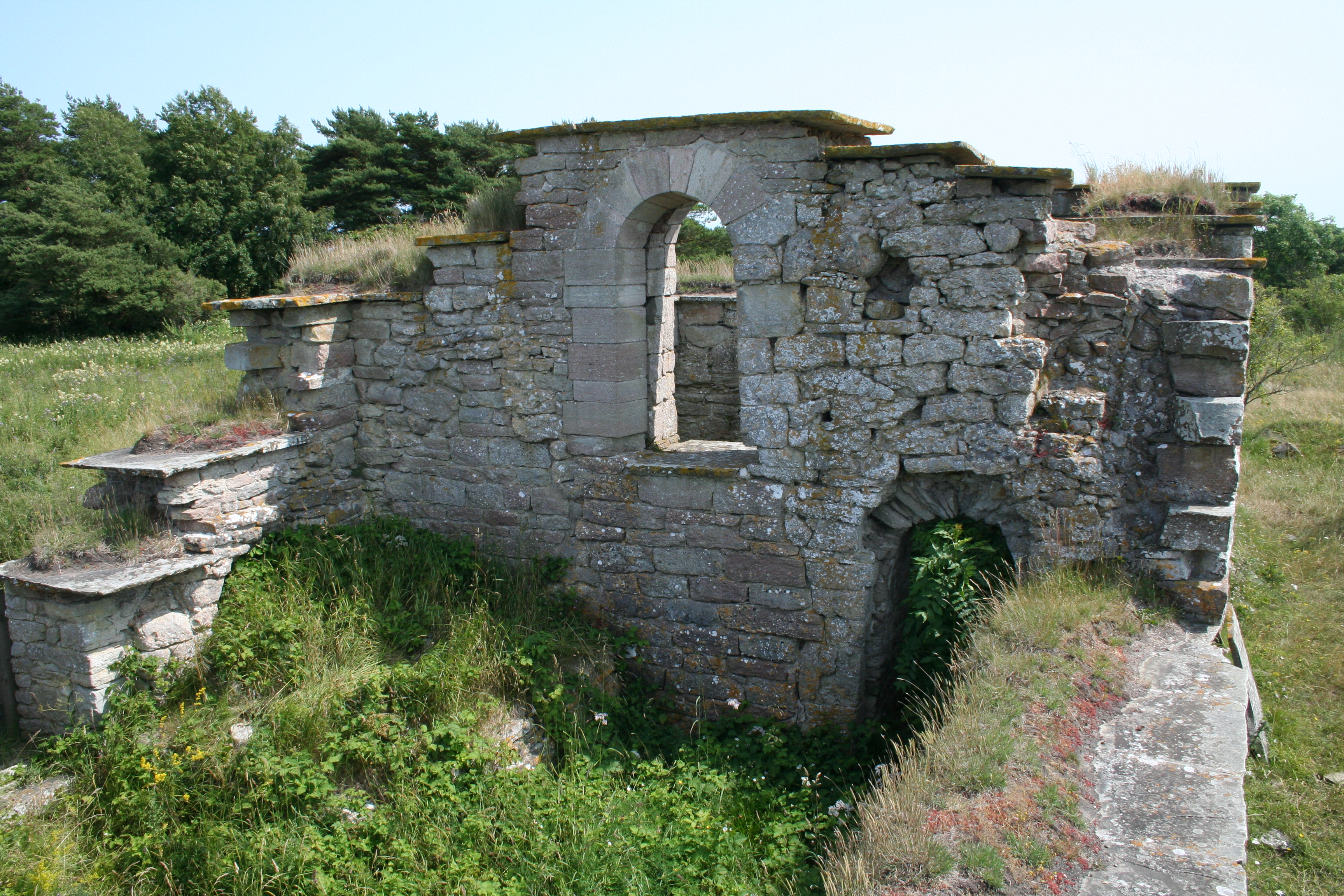
Fridarve är en medeltida stenhusruin.

Fridarve är ruinen efter ett medeltida stenhus i Vamlingbo socken på södra Gotland. Ruinen i Fridarve, även känd som "slottet på Hulehällar", är ett av de få synliga spåren av Storsudrets ursprungligen omkring 45 medeltida stenhus.
Ruinen, som är resterna av ett bostadshus i minst två våningar från 1200-talet, undersöktes arkeologiskt 1936–1937. På bottenvåningens långsida har en dörr lett direkt in till en stuga med eldstad. Stugan har haft förbindelse med ett mindre rum, där en trappa lett upp till ovanvåningen. Övervåningen har varit indelad i ett större och ett mindre rum. Över ovanvåningen har det med all sannolikhet funnits en vind med tunnvalv. Redan vid mitten av 1600-talet var gården öde.